# Jorge Álvares
Jorge Álvares (Freixo de Espada à Cinta, Reino de Portugal, ? – Tamão, Império do Meio, (China), 8 de julho de 1521) foi um explorador português, o primeiro europeu a aportar na China, por via marítima, e, em 1513, a visitar o território que atualmente é Hong Kong .

## Biografia
Foi um dos portugueses que, de Malaca, se dirigiram à China, sendo o primeiro a chegar à China, em 1513, na região sul, a mando do Capitão ou Governador de Malaca português, Jorge de Albuquerque, sobrinho do conquistador Afonso de Albuquerque.
A esta visita seguiu-se o estabelecimento de algumas feitorias portuguesas na província de Cantão, onde mais tarde se viria a estabelecer o entreposto de Macau. De acordo com os registos disponíveis, foi o primeiro europeu a alcançar e visitar o território que atualmente é Hong Kong.
Parece ter aportado na ilha de Tamão, situada em Chu-Kiang (através do Rio da Pérola, que passa em Cantão, que os ingleses chamam Pearls River), no distrito do Rio de Este. Castanheda diz que essa ilha ficava a 3 léguas da costa da China; Damião de Góis, a 3 léguas de Nantó, e Gaspar Correia, a 18 a 20 léguas de Cantão. Em vista disto, o historiador macaense José Maria Braga identificou Tamão como a ilha de Lin-tin.
Possuía um junco com o qual se dedicava ao comércio entre Malaca e Cantão, juntamente com Simão de Andrade e Rafael Perestrelo, pioneiros desse comércio, considerado ilegal pelos chineses.
Participou de uma guerra contra o sultão de Bintão, capitaneando uma galé na Armada Portuguesa. Com a abordagem de Tamang (Cantão), apesar da oposição do "Itau" (mandarim local), conseguiu estabelecer-se em uma praia na ilha de Sanchoão, onde ergueu uma cabana que servia de refúgio aos comerciantes clandestinos e onde, para se achar como em terra portuguesa, fizera assentar um padrão.
Passou assim a ser considerado como feitor português de Tamang, continuando, no seu junco, a navegar pelas Molucas. Nestas águas veio a ser atacado pelos indígenas de Ternate, vindo a ser gravemente ferido. Veio falecer na sua cabana, pedindo que fosse enterrado junto ao padrão que fizera erigir.
Jorge Álvares, em Tamão, terá levantado o primeiro Padrão Português na China; junto a esse Padrão sepultou em 1514 o seu filho. A 8 de Julho de 1521, o seu próprio corpo foi ali reunir-se às cinzas desse jovem, falecido seis anos antes do pai.
Terá morrido nos braços do seu amigo Duarte Coelho, famoso capitão dos mares do oriente, que o terá sepultado. O nosso grande cronista João de Barros diz que:
Aquela terra de idolatria pode comer o seu corpo, mas visto que por honra de sua Pátria em os fins da terra pôs aquele padrão de seus descobrimentos, não comerá a memória de sua sepultura, enquanto esta nossa escritura durar.

## Jorge Álvares, seu homónimo
Há informações acerca de outro Jorge Álvares, um rico mercador português que, em 1544, foi ao Japão com Fernão Mendes Pinto e que escreveu "Informação do Japão", a pedido de São Francisco Xavier. Auxiliou ainda este religioso tendo conduzido, da China, o seu converso japonês de nome Anger. Em 1552 o religioso aportou à ilha de Sanchoão gravemente enfermo, tendo sido acolhido por Jorge Álvares na sua cabana. Os cuidados que lhe proporcionou, entretanto, foram em vão, vindo o futuro santo a falecer.